# Polypria brevipennis
Polypria brevipennis is een keversoort uit de familie schijnboktorren (Oedemeridae). De wetenschappelijke naam van de soort is voor het eerst geldig gepubliceerd in 1902 door Pic.